# Neotetranychus gloriosus
Neotetranychus gloriosus är en spindeldjursart som beskrevs av Estebanes och Baker 1968. Neotetranychus gloriosus ingår i släktet Neotetranychus och familjen Tetranychidae. Inga underarter finns listade i Catalogue of Life.